# Championnat du Venezuela de football 1986-1987
Navigation
Saison 1986 Saison 1987-1988
La saison 1986-1987 du Championnat du Venezuela de football est la trente-et-unième édition du championnat de première division professionnelle au Venezuela et la soixante-septième saison du championnat national. Les quatorze meilleures équipes du pays disputent le championnat qui se déroule en deux phases :
- les équipes sont réparties en deux poules (Central et Occidental) où elles affrontent quatre fois les autres clubs, deux fois à domicile et deux fois à l'extérieur. Les quatre premiers de chaque groupe se qualifient pour la phase finale
- la phase finale comprend les huit qualifiés au sein d'une poule unique où elles s'affrontent deux fois. Le club en tête du classement à l'issue de la compétition est sacré champion.

C'est le club de Maritimo Caracas qui remporte la compétition, après avoir terminé en tête de la poule finale, avec un seul point d'avance sur le UA Táchira et cinq sur le club d'Estudiantes de Mérida. C'est le tout premier titre de champion de l'histoire du club.

## Les clubs participants
| - Maritimo Caracas - Deportivo Italia - Caracas FC - Mineros de Guayana - Atlético Anzoátegui - Universidad Central de Venezuela FC - Deportivo Galicia - Promu de D2 | - Portuguesa FC - Estudiantes de Mérida - UA Táchira - UD Lara - Atlético Zamora - Llaneros FC - Promu de D2 - ULA Mérida - Promu de D2 |

## Compétition
Le barème utilisé pour établir l'ensemble des classements est le suivant :
- Victoire : 2 points
- Match nul : 1 point
- Défaite : 0 point

### Première phase
| Rang | Équipe                              | Pts | J  | G  | N  | P  | Bp | Bc | Diff |
| ---- | ----------------------------------- | --- | -- | -- | -- | -- | -- | -- | ---- |
| 1    | CS Maritimo                         | 36  | 24 | 15 | 6  | 3  | 38 | 14 | +24  |
| 2    | Deportivo Italia                    | 28  | 24 | 9  | 10 | 5  | 31 | 20 | +11  |
| 3    | Caracas FC                          | 25  | 24 | 8  | 9  | 7  | 21 | 21 | 0    |
| 4    | Mineros de Guayana                  | 22  | 24 | 7  | 8  | 9  | 18 | 24 | -6   |
| 5    | Atlético Anzoátegui                 | 20  | 24 | 7  | 6  | 11 | 20 | 26 | -6   |
| 6    | Universidad Central de Venezuela FC | 20  | 24 | 7  | 6  | 11 | 25 | 38 | -13  |
| 7    | Deportivo GaliciaP                  | 17  | 24 | 5  | 7  | 12 | 15 | 25 | -10  |

| Rang | Équipe                | Pts | J  | G  | N  | P  | Bp | Bc | Diff |
| ---- | --------------------- | --- | -- | -- | -- | -- | -- | -- | ---- |
| 1    | Portuguesa FC         | 31  | 24 | 10 | 11 | 3  | 29 | 13 | +16  |
| 2    | Estudiantes de Mérida | 31  | 24 | 11 | 9  | 4  | 28 | 24 | +4   |
| 3    | UA TáchiraT           | 27  | 24 | 10 | 7  | 7  | 28 | 21 | +7   |
| 4    | UD Lara               | 26  | 24 | 6  | 12 | 6  | 12 | 14 | -2   |
| 5    | Atlético Zamora       | 21  | 24 | 5  | 9  | 10 | 22 | 24 | -2   |
| 6    | Llaneros FCP          | 18  | 24 | 4  | 10 | 10 | 22 | 33 | -11  |
| 7    | ULA MéridaP           | 18  | 24 | 5  | 8  | 11 | 19 | 31 | -12  |

- La relégation de Llaneros FC à la place d'ULA Mérida n'a pas de raison connue.

### Phase finale
| Rang | Équipe                | Pts | J  | G | N | P | Bp | Bc | Diff |
| ---- | --------------------- | --- | -- | - | - | - | -- | -- | ---- |
| 1    | Maritimo Caracas      | 20  | 14 | 8 | 4 | 2 | 13 | 3  | +10  |
| 2    | UA TáchiraT           | 19  | 14 | 8 | 3 | 3 | 21 | 10 | +11  |
| 3    | Estudiantes de Mérida | 15  | 14 | 6 | 3 | 5 | 15 | 15 | 0    |
| 4    | Caracas FCC           | 13  | 14 | 3 | 7 | 4 | 8  | 10 | -2   |
| 5    | UD Lara               | 13  | 14 | 5 | 3 | 6 | 16 | 18 | -2   |
| 6    | Mineros de Guayana    | 12  | 14 | 4 | 4 | 6 | 9  | 10 | -1   |
| 7    | Portuguesa FC         | 11  | 14 | 3 | 5 | 6 | 13 | 18 | -5   |
| 8    | Deportivo Italia      | 9   | 14 | 1 | 7 | 6 | 7  | 18 | -11  |

|  | Qualification pour la Copa Libertadores 1988 |

## Bilan de la saison
| Championnat du Venezuela de football 1986-1987 |                                              |
| Champion                                       | Maritimo Caracas (1er titre)                 |
| Coupes et trophées                             |                                              |
| Vainqueur de la Coupe du Venezuela 1986-1987   | Caracas FC                                   |
| Qualifications continentales                   |                                              |
| Copa Libertadores 1988                         | Maritimo Caracas                             |
| Copa Libertadores 1988                         | UA Táchira                                   |
| Promotions et relégations                      |                                              |
| Promus en Primera División                     | Peninsulares de Araya CD Pepeganga Margarita |
| Relégués en Segunda A                          | Llaneros FC Deportivo Galicia                |